# Kalorimeter
Med et kalorimeter måler man hvor meget varme der frigøres/optages ved en kemisk reaktion hvorved entalpiændringen for den pågældende reaktion kan bestemmes. Disciplinen inden for den eksperimentelle fysik som beskæftiger sig med måling af varme kaldes kalorimetri.
Et kalorimeter består af et termisk isoleret system som ikke udveksler varme med omgivelserne (for eksempel en termokande) med en kendt varmekapacitet ({\displaystyle C}). Varmen ({\displaystyle q}) som frigives eller optages under den undersøgte reaktion resulterer i en temperaturændring ({\displaystyle \Delta T}) af kalorimeteret som er proportional med kalorimeterets varmekapacitet. Ved at måle temperaturændringen kan mængden af varme som optages/frigøres beregnes med
{\displaystyle q=C\Delta T}
Under en kemisk reaktion brydes og dannes kemiske bindinger. Det koster energi at bryde en binding, mens energi frigives når bindinger formes. Hvor stor en del af denne energi som omsættes til varme afhænger af hvor stor en del som under reaktionen omsættes til arbejde. Hvis kalorimeteret konstrueres så reaktionen foregår i en lukket beholder med konstant rumfang som det for eksempel er tilfældet i et såkaldt bombekalorimeter, udføres der intet tryk-rumfangsarbejde og al energi omsættes til varme. Hvis reaktionen foregår under konstant tryk vil den målte mængde varme i stedet svare til entalpiændringen for reaktionen. 
Et simpelt kalorimeter er f.eks. en isoleret beholder (f.eks. termokande) med vand. Man kan lade reaktionen forgå direkte i vandet eller i en indre beholder i vandet. Vandets temperaturændring kan nu bruges til at beregne den frigivne/optagne energi da vand har en velkendt specifik varmekapacitet.

## Bombekalorimeter
Et bombekalorimeter bruges til at at måle forbrændingsvarme. Denne type kalorimeter opererer ved konstant rumfang, og er derfor konstrueret til at kunne modstå et stort tryk. 
Bombekalorimeteret består af en ydre isoleret beholder fyldt med vand. Forbrændingseaktionen forløber i et indre kammer, som kaldes bomben. 
- Wikimedia Commons har flere filer relateret til Kalorimeter

| Fysik | Spire Denne artikel om fysik er en spire som bør udbygges. Du er velkommen til at hjælpe Wikipedia ved at udvide den. |